# NGC 4076
NGC 4076 (другие обозначения — UGC 7061, MCG 3-31-34, ZWG 98.46, ZWG 128.12, IRAS12019+2029, PGC 38209) — галактика в созвездии Волосы Вероники.
Этот объект входит в число перечисленных в оригинальной редакции «Нового общего каталога».
В галактике вспыхнула сверхновая SN 2011bc типа Ia, её пиковая видимая звездная величина составила 17,3.
В галактике вспыхнула сверхновая SN 2007M типа Ia, её пиковая видимая звездная величина составила 19,2.
Галактика NGC 4076 входит в состав группы галактик NGC 4065. Помимо NGC 4076 в группу также входят NGC 4065 и NGC 4092.